# 4054 Turnov
4054 Turnov eller 1983 TL är en asteroid i huvudbältet som upptäcktes den 5 oktober 1983 av den tjeckiske astronomen Antonín Mrkos vid Kleť-observatoriet i Tjeckien. Den är uppkallad efter den slovakiska staden Turnov.
Asteroiden har en diameter på ungefär 12 kilometer.